# Kamalavaripalli, Srinivaspur
Kamalavaripalli là một làng thuộc tehsil Srinivaspur, huyện Kolar, bang Karnataka, Ấn Độ.